# I Am Not a Human Being
Albums de Lil Wayne
Rebirth
(2010) Tha Carter IV
(2011)
Singles
1. I'm Single
Sortie : 10 mai 2010
2. Right Above It
Sortie : 17 août 2010

I Am Not a Human Being est le huitième album studio de Lil Wayne, sorti le 27 septembre 2010 en version numérique, le jour de ses 28 ans alors qu'il se trouvait en prison, et le 12 octobre 2010 en version CD.

## Historique
Le 4 août 2010, le magazine Billboard annonce la sortie de cet album et de son premier extrait, Right Above It, qui se classe 1er au Hot Digital Songs.
Drake, Nicki Minaj, Jay Sean, Lil Twist, Tyga, Jae Millz, Gudda Gudda, Lil' Chuckee et T-Streets sont présents sur cet opus.
Au départ, cet album ne devait être qu'un album viral mais le manager de Lil Wayne, Cortez Bryant, a déclaré à Spin qu'il serait finalement mis en vente comme un album studio. Les chansons devaient figurer sur Tha Carter IV mais Wayne a finalement changé d'avis.
Birdman a également déclaré que le logiciel Auto-Tune ne serait pas utilisé sur cet album.

## Réception
I Am Not a Human Being a reçu des critiques positives de la part de la presse et des acheteurs.
L'album s'est classé 1er au Billboard 200, au Top R&B/Hip-Hop Albums, au Top Digital Albums et au Top Rap Albums et a été certifié disque d'or par la Recording Industry Association of America (RIAA) le 18 novembre 2010.

## Liste des titres
| No  | Titre | Contient un (des) sample(s) de | Durée |
| --- | --- | --- | ----- |
| 1.  | Gonorrhea (featuring Drake – Produit par Kane Beatz)                                                                       | | 4:22  |
| 2.  | Hold Up (featuring T-Streets – Produit par The Olympicks)                                                                  | | 4:11  |
| 3.  | With You (featuring Drake – Produit par StreetRunner)                                                                      | | 3:49  |
| 4.  | I Am Not a Human Being (Produit par DJ Infamous et Dre Correa)                                                             | The New Style des Beastie Boys What More Can I Say de Jay-Z featuring Vincent « Hum V » Bostic I'm Not a Human Being de Lee Scratch Perry et Mad Professor | 4:05  |
| 5.  | I'm Single (Produit par Noah « 40 » Shebib et Omen)                                                                        | | 5:33  |
| 6.  | What's Wrong With Them (featuring Nicki Minaj – Produit par Develop)                                                       | | 3:31  |
| 7.  | Right Above It (featuring Drake – Produit par Kane Beatz)                                                                  | Hail Mary de Makaveli featuring Kastro, Prince Ital Joe et Young Noble SpottieOttieDopaliscious d'OutKast                                                  | 4:32  |
| 8.  | Popular (featuring Lil Twist – Produit par Cool & Dre)                                                                     | BedRock de Young Money featuring Lloyd | 4:40  |
| 9.  | That Ain't Me (featuring Jay Sean – Produit par StreetRunner)                                                              | | 4:03  |
| 10. | Bill Gates (Produit par Boi-1da et Matthew Burnett)                                                                        | Somebody's Gonna Off the Man de Barry White featuring Love Unlimited and Love Unlimited Orchestra                                                          | 4:19  |
| 11. | YM Banger (featuring Gudda Gudda, Jae Millz et Tyga – Produit par Mike Banger)                                             | | 3:55  |
| 12. | YM Salute (featuring Lil Twist, Lil Chuckee, Gudda Gudda, Jae Millz ET Nicki Minaj – Produit par Mr. Pyro et Polow da Don) | Cash Money Is an Army de B.G. | 5:14  |
| 13. | I Don't Like the Look of It (featuring Gudda Gudda – Produit par Jahlil Beats)                                             | | 3:18  |